# Świeradów-Zdrój
Świeradów-Zdrój (en allemand : Bad Flinsberg) est une ville et une station thermale de Pologne, située dans l'ouest du pays, dans la voïvodie de Basse-Silésie. Elle constitue une gmina urbaine du powiat de Lubań. 

## Géographie

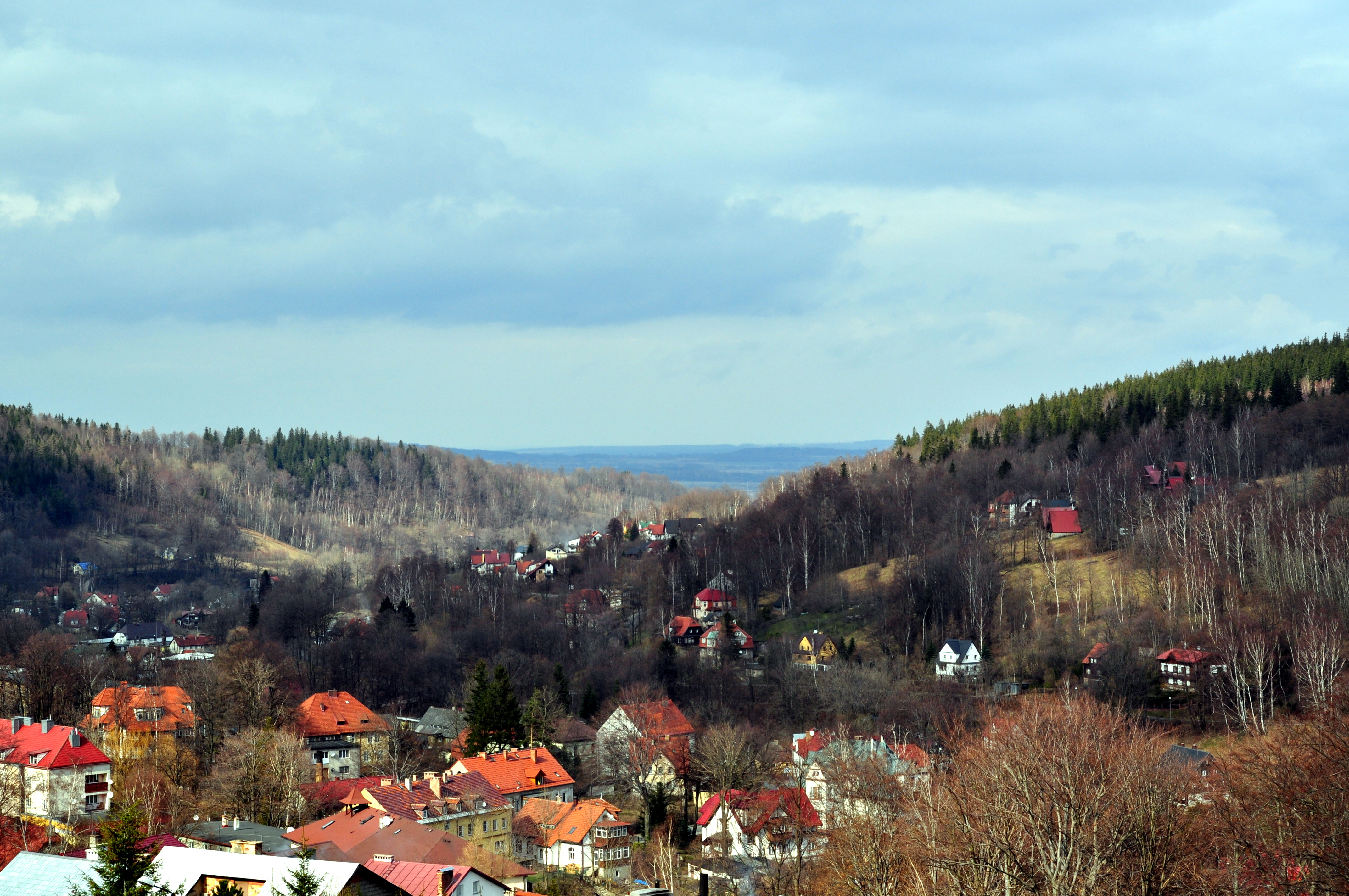
Vue sur la ville.

Świeradów-Zdrój est située dans les monts de la Jizera, une chaîne des Sudètes occidentales à la frontière polono-tchèque, au cours supérieur de la rivière Kwisa. Les montagnes au sud-ouest, autour du sommet de la Smrk, constituent les limites de la région historique de Silésie (Basse-Silésie) avec la Haute-Lusace et la région de Bohême qui aujourd'hui appartient à la République tchèque. La commune se trouve à 150 km à l'ouest de Wrocław, capitale de la région, et à 30 km au sud de Lubań.

## Histoire
Le village est mentionné pour la première fois en 1337 ; il faisait, à cette époque, partie du duché de Schweidnitz-Jauer sous la domination de la dynastie Piast silésienne. Après le duc Bolko II est décédé sans laisser de successeur en 1368, les domaines furent un pays de la couronne de Bohême sous le règne du roi Venceslas de Luxembourg.

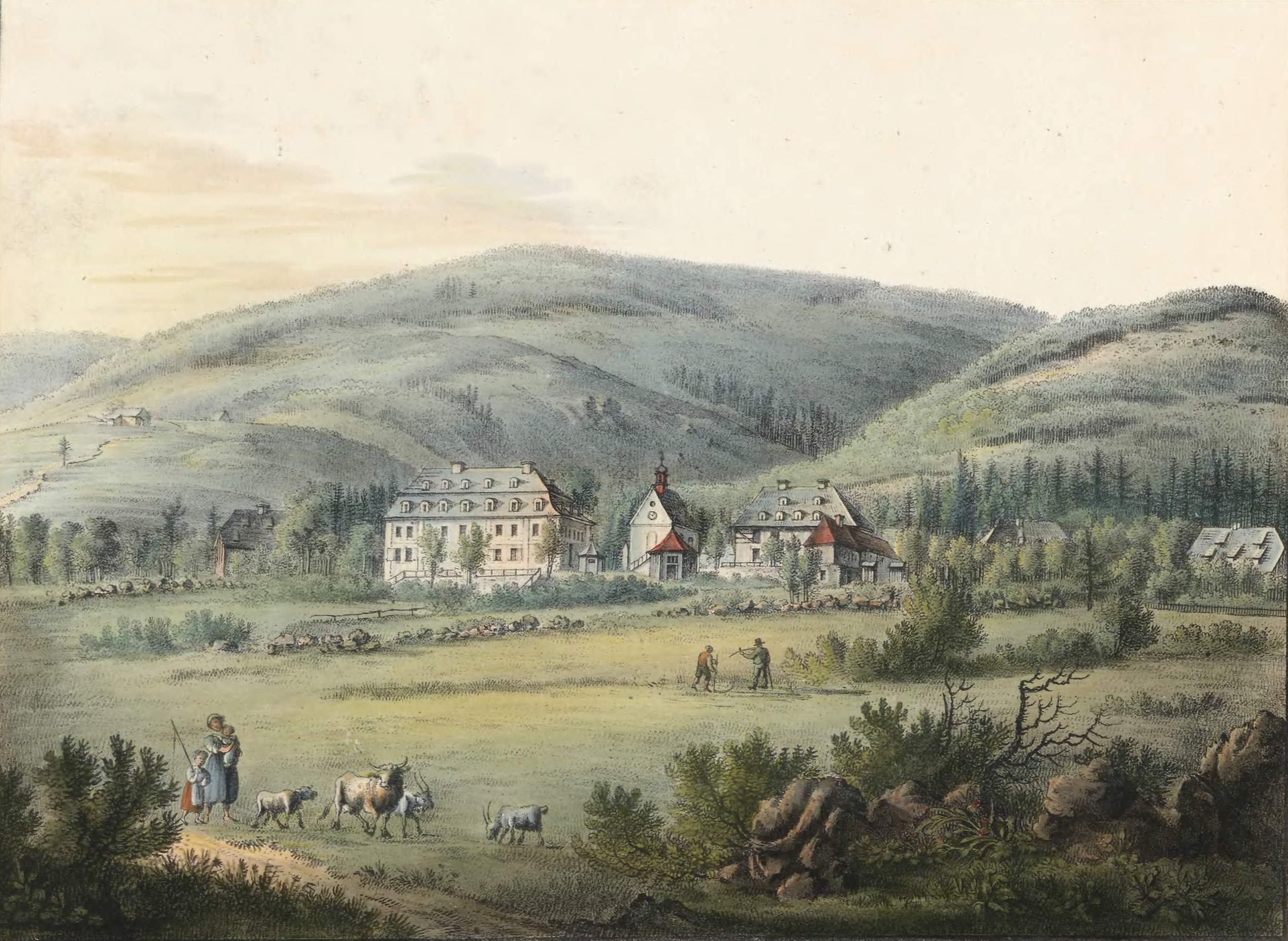
La station thermale de Flinsberg vers l'an 1830.

L'urbanisation des vallées a connu une nouvelle impulsion au XVIIe siècle, grâce à l'arrivée des réfugiés persécutés pour leurs croyances aux temps de la Contre-Réforme dans le royaume de Bohême au sud. Peu avant, le réformateur Caspar Schwenckfeld (1490–1561) avait rendu attentif aux sources thermales de Flinsberg. L'eau minérale y est exploitée depuis les annéés 1730, l'établissement thermal a été fondé en 1763.
Conquis par le roi Frédéric II de Prusse dans les guerres de Silésie, les domaines furent rattachés à la province de Silésie en 1815. De 1816 à 1945, Bad Flinsberg fait partie de l'arrondissement de Löwenberg-en-Silésie dans le district de Liegnitz au sein de la province de Silésie. Après la Seconde Guerre mondiale et la défaite allemande de 1945, la population germanophone fut ainsi chassée vers l'ouest.

## Jumelages
- Odder (Danemark) depuis 1991
- Seifhennersdorf (Allemagne) depuis 2002
- Jindřichovice pod Smrkem (Tchéquie)
- Jilemnice (Tchéquie)
- Mirsk (Pologne)
- Nové Město pod Smrkem (Tchéquie)
- Lázně Libverda (Tchéquie)

## Personnalités
- Johann Carl Friedrich Dauthe (1746-1816), architecte et graveur allemand, y est mort.
- Wilhelm von Hohenau (1854-1930), général prussien, y est mort.
- Klaus König, juriste allemand, y est né en 1934.